# Dipturus oxyrinchus
Dipturus oxyrinchus is een vissensoort uit de familie Rajidae. De wetenschappelijke naam werd gepubliceerd, als Raja oxyrinchus, in 1758 door Carl Linnaeus in de tiende editie van Systema naturae.